# 天璋院
天璋院（天保6年12月19日（1836年2月5日）—明治16年（1883年）11月20日）），江戶時代後期至明治時期的人物，出身薩摩藩島津家一門，被島津本家收為養女，為了嫁進德川家而成為近衛家的養女，後來成為江戶幕府第13代將軍德川家定的御台所。
生父是薩摩藩藩主島津家一門，今和泉領主島津忠剛。生母是島津久丙之女阿幸。幼名一（日語發音為）。成為本家當主、堂兄島津齊彬的養女時，本姓及諱為源篤子（みなもと の あつこ），成為近衛忠熙的養女時改名為藤原敬子（ふじわら の すみこ）。也有稱之為篤君（あつぎみ）。

## 經歷

### 誕生及出嫁
天保6年（1836年），於鹿兒島出生。幼名於一（日語發音為）。嘉永6年（1853年），成為堂哥兼薩摩藩本家當主島津齊彬的養女，同年8月21日從鹿兒島經陸路由熊本進入江戶藩邸。從此未再踏進鹿兒島。安政3年（1856年），篤子以右大臣近衛忠熙養女之身分，改名藤原敬子。同年11月，作為13代將軍德川家定的御台所進入大奧。

### 波亂的大奧
篤子被認為是肩負齊彬政治目的而被送入江戶城。針對將軍繼承人問題，推舉一橋慶喜（德川慶喜）的一橋派和推舉紀州慶福（德川家茂）的南紀派互相對立，齊彬為讓慶喜受立為下一任將軍而讓篤子嫁為德川宗家的新娘。
可是，1858年養父齊彬和丈夫家定先後過世，篤子的婚姻生活僅1年9個月，當時年僅22歲。家定死後，篤子落飾出家，法號天璋院殿從三位敬順貞靜大姊，通稱天璋院。同年12月從三位敘位，在大奧中被尊稱大御台所。
家定的堂弟、紀州藩主德川家茂繼任成為德川幕府第14代將軍，而後幕府進一步推行公武合體政策，文久2年（1862年）朝廷決定讓孝明天皇之妹和宮親子內親王作為家茂正室進入大奧。薩摩藩提議天璋院回薩摩，但天璋院本人拒絕回薩摩（據說是一些大老逼薩摩寫信要天璋院回薩摩，所以天璋院知道後堅定拒絕）。
此後，和宮和天璋院處於「婆媳」的關係 ，但因皇室出身與武家出身的生活習慣不同而不和睦，但普遍認為她們之後就和解了。關於這些事情在勝海舟的《海舟座談》裡曾描述。另外，雖然天璋院親自擁立慶喜為第15代將軍，但從勝海舟的談話中，她與慶喜的感情並不好。慶應2年（1866年）時，將軍家茂因腳氣病病逝。天璋院與出家後法號靜寬院宮的和宮公主一起抵抗慶喜公的大奧改革。
另一方面，慶應3年（1867年）慶喜在大政奉還中提出幕府滅亡之後，因發生戊辰戰爭導致德川將軍家面臨存亡危機，慶喜眼見大勢已去，與薩摩藩的軍事領導者西鄉隆盛、幕臣勝海舟商談後，以江戶城不流血做為條件投降，史稱「無血開城」。同時，天璋院與和宮也向島津家及朝廷請求救助德川宗家及維護慶喜的性命，在這兩件事上貢獻心力。

### 明治維新後
江戶改名為東京後的明治時代，天璋院仍然未歸返鹿兒島，而是在東京的德川宗家府邸生活，且从未向參與倒幕運動的島津家領取生活費，只依靠德川家的援助供給维持生活。
在與規律嚴格的大奧不一樣的自由中愉快的生活，與舊幕臣勝海舟及靜寬院宮（和宮）也經常見面。
此外，晚年也為田安龜之助，即德川家16代德川家達的養育而費心，讓他接受英才教育、去海外遊學。
明治16年（1883年）11月13日在江戶的德川宗家本邸因腦溢血病倒，意識再無恢復，11月20日病逝，享年48歲。逝世後，由新政府再贈與從三位位階。遺體葬於東京都台東區上野的寬永寺，與丈夫家定合葬。

## 登場作品

### 小說
- 天璋院篤姬（講談社、宮尾登美子著）
- 天璋院敬子（雙葉社、梅本育子（日语：梅本育子）著）
- 幕末之尼將軍－篤姬（NHK出版、童門冬二（日语：童門冬二）著）

### 影視劇
- 建国史 尊王攘夷（日语：建国史 尊王攘夷）（1927年、日活、演：川上彌生）
- 朱雀門（1957年、大映、演：瀧花久子）
- 大奧（1968年、KTV、演：三田佳子 → 北城真記子（日语：北城真記子））
- 皇女和宮（1968年、NET、演：木暮實千代）
- 大奧（1983年、KTV、演：小林麻美 → 三林京子（日语：三林京子））
- 服部半藏 影之軍團（日语：服部半蔵 影の軍団#影の軍団IV）（1985年、KTV、演：賀田裕子）
- 天璋院篤姬（1985年、ANB、演：佐久間良子）
- 花之生涯 井伊大老與櫻田門（日语：花の生涯 井伊大老と桜田門）（1988年、TX、演：檀芙美（日语：檀ふみ））
- 宛如飛翔（1990年、NHK大河劇、演：富司純子）
- 尾張幕末風雲錄（1998年、TX、演：蘆川芳美（日语：芦川よしみ））
- 德川慶喜（1998年、NHK大河劇、演：深津繪里）
- 大奧（2003年、CX、演：菅野美穗）
- 篤姬（2008年、NHK大河劇、演：宮崎葵）
- 弁天通的人們（2009年、Argo Pictures、演：三原順子）
- 西鄉殿（2018年、NHK大河劇、演：北川景子）
- 黑書院六兵衛（2018年、WOWOW、演：前田亞季）
- 直衝青天（2021年、NHK大河劇、演：上白石萌音）

### 舞台
- 天璋院篤姫（2010年、明治座、演：内山理名）

### 漫畫
- 大奥（白泉社、吉永史作）

## 外部連結
- 天璋院晩年照片（页面存档备份，存于）　尚古集成館藏
- 天璋院篤姬（繁體中文）（页面存档备份，存于）　鹿兒島縣觀光聯盟的“篤姬”觀光活動官方網站

| 前任： 一條秀子 | 御台所 | 继任： 和宮親子內親王 |